# Macromotettix nigritibis
Macromotettix nigritibis är en insektsart som beskrevs av Zheng, Z. och Fu 2005. Macromotettix nigritibis ingår i släktet Macromotettix och familjen torngräshoppor. Inga underarter finns listade i Catalogue of Life.